# El convidat (pel·lícula)
El convidat (títol original en anglès: The Guest) és un thriller cinematogràfic estatunidenc de 2014 dirigit per Adam Wingard i escrit per Simon Barrett. La pel·lícula és protagonitzada per Dan Stevens i Maika Monroe, amb un repartiment secundari que inclou Leland Orser, Sheila Kelley, Brendan Meyer i Lance Reddick. Explica la història d'un soldat estatunidenc (Stevens) anomenat David que visita inesperadament la família Peterson i es presenta com a amic del seu fill que va morir en combat a l'Afganistan. Després que es quedi a casa seva durant un parell de dies, es produeixen una sèrie de morts i la filla Anna (Monroe) sospita que David està connectat amb ells. S'ha doblat i subtitulat al català.

## Argument
Spencer i Laura Peterson, amb els seus fills Luke i Anna, estan fent front a la pèrdua del seu fill gran, Caleb, a la guerra de l'Afganistan. Els visita David Collins, un antic sergent de l'exèrcit dels Estats Units que afirma que era el millor amic de Caleb. Li diu a la família que volia visitar-los com una manera d'ajudar en Caleb a cuidar-los. És educat i amable, i la Laura el convida a quedar-se el temps que vulgui.

## Repartiment
- Dan Stevens com a David Collins
- Maika Monroe com a Anna Peterson
- Brendan Meyer com a Luke Peterson
- Sheila Kelley com a Laura Peterson
- Lance Reddick com a Major Richard Carver
- Leland Orser com a Spencer Peterson
- Tabatha Shaun com a Kristen
- Chase Williamson com a Zeke Hastings
- Ethan Embry com a Higgins
- Joel David Moore com a Craig
- Steven John Brown com a Mike
- Brenden Wedner com a Ian
- Alex Knight com a Mr. Lyles
- Frank Bond com a Mr. Alston
- Jesse Luken com a Drew
- Kelsey Montoya com a Jason
- Justin Yu com a Blair
- A. J. Bowen com a Austin
- Chris Ellis com a Hendricks
- Candice K. Patton com a Sgt. Halway
- Chris Harding com a Caleb Peterson

## Producció

### Escriptura
Simon Barrett, que abans havia col·laborat amb Adam Wingard a les pel·lícules A Horrible Way to Die i You're Next, va escriure el guió de The Guest. Barrett va dir: "Una de les coses que més m'entusiasma és haver establert una dinàmica preexistent com una família nuclear, i després introduir un element disruptiu […] M'encanten les pel·lícules on un desconegut arriba a la ciutat a l'estil "High Plains Drifter". De manera similar a les seves pel·lícules anteriors, Barrett va imaginar The Guest amb un personatge principal "que guarda un secret". El personatge es va inspirar en l'antiga ocupació de Barrett com a investigador privat; va dir que "realment va compartimentar la meva vida […] així que m'he quedat fascinat pels personatges que tenen una cosa interior estranya". Keith Calder i Jessica Calder van ser productors, que també van produir You're Next. Wingard descriu la seva relació laboral amb ells com a "positiva" i "respectuosa".

### Càsting i rodatge
Les opcions de càsting es van centrar en actors de personatges. L'11 de juny de 2013, Dan Stevens va signar per interpretar el personatge principal, David. Per preparar-se per al paper, va passar hores al gimnàs per guanyar múscul. Wingard va dir que Stevens era l'únic candidat seriós per al paper de David. "Va ser un calendari molt accelerat pel que fa al càsting", va dir Wingard. Quan van triar Stevens, Barrett i Wingard el van trobar "tranquil i fresc" i "naturalment encantador". Van dir que el títol de la pel·lícula va fer que la història fos evident i, tot i que el públic pot animar el seu personatge pel seu valor d'entreteniment, és clarament l'antagonista de la pel·lícula, cosa que el públic reconeixerà fàcilment. Maika Monroe va ser fitxada per al paper d'Anna el 26 de juny. El 8 de juliol es van confirmar dos membres del repartiment addicionals; Brendan Meyer, que interpreta Luke, i Lance Reddick, que interpreta un major Richard Carver.
El 17 de juliol de 2013, la New Mexico Film Office va anunciar l'inici de la producció de The Guest. El rodatge es va dur a terme en diversos llocs com Moriarty, Edgewood i Estancia, i va continuar fins a finals d'agost de 2013. Monroe va descriure el procés de rodatge com a "alegre [... ] Hi ha molta comèdia a The Guest, així que va ser una mica divertit".

## Música
Abans de començar el rodatge, Wingard va pensar primer en la música. "Per a aquesta pel·lícula em vaig inspirar sobretot en bandes d'electrònica/ gòtica dels anys 80", va dir. La banda sonora de la pel·lícula va ser composta per Steve Moore i inclou pistes de synthawave d'artistes com Clan of Xymox i Survive. J-2 Music va llançar la banda sonora el 16 de setembre de 2014.

## Alliberament
Segons Wang, el tall aproximat de The Guest va ser uns 20 minuts més llarg que la versió teatral. El tall aproximat es va projectar a un públic de prova, però els espectadors van respondre negativament, la qual cosa va provocar un escurçament del temps d'execució. Després d'una altra projecció de prova, el públic es va confondre amb l'arribada sobtada del major Richard Carver i el seu equip a la casa de Peterson, motiu pel qual es van afegir algunes escenes amb Carver a la seu de KPG al tall final de la pel·lícula. Altres imatges que es van editar o esborrar després de les projeccions de proves van ser escenes que explicaven què és exactament "David", què li va passar, per què comet alguns dels actes de la història i més detalls sobre el programa KPG en què va participar. El públic de la prova va considerar que l'explicació de l'argument era excessiva, una visió compartida per Wingard i Barrett, que "odiaven" explicar el personatge de David i els seus antecedents perquè volien deixar-ho ambigu i, per tant, estaven contents de tallar aquestes escenes de la pel·lícula.
El 7 de març de 2014, Picturehouse va adquirir els drets de distribució de la pel·lícula. Per promocionar la pel·lícula, l'estudi va llançar un tràiler el 26 de juny de 2014, seguit d'un segon tràiler el 6 d'agost.

### Taquilla
The Guest es va estrenar al Festival de Cinema de Sundance el 17 de gener de 2014. La pel·lícula es va estrenar al Regne Unit el 5 de setembre de 2014 a 274 sales. Va acabar en vuitè lloc, amb una recaptació de 511.040 dòlars. Després de quatre setmanes, la pel·lícula va recaptar 1.352.579 dòlars. L'estrena a les sales dels Estats Units va ser el 17 de setembre de 2014 a 19 sales. Durant el primer cap de setmana, la pel·lícula va guanyar 84.527 dòlars. En la seva estrena més àmplia, la pel·lícula es va presentar a 53 sales. Després de sis setmanes, la pel·lícula va recaptar 332.890 dòlars i va guanyar 2,7 milions de dòlars a tot el món.

### Home media
Universal Studios va llançar The Guest en DVD de 2 discos, i en Blu-ray amb capacitats de còpia digital i ultravioleta, el 6 de gener de 2015. El DVD també inclou un comentari d'àudio de Wingard i Barrett, i 15 minuts d'escenes esborrades. L'octubre de 2021, Second Sight Films va estrenar la pel·lícula en Blu-ray Ultra HD.

### Resposta crítica

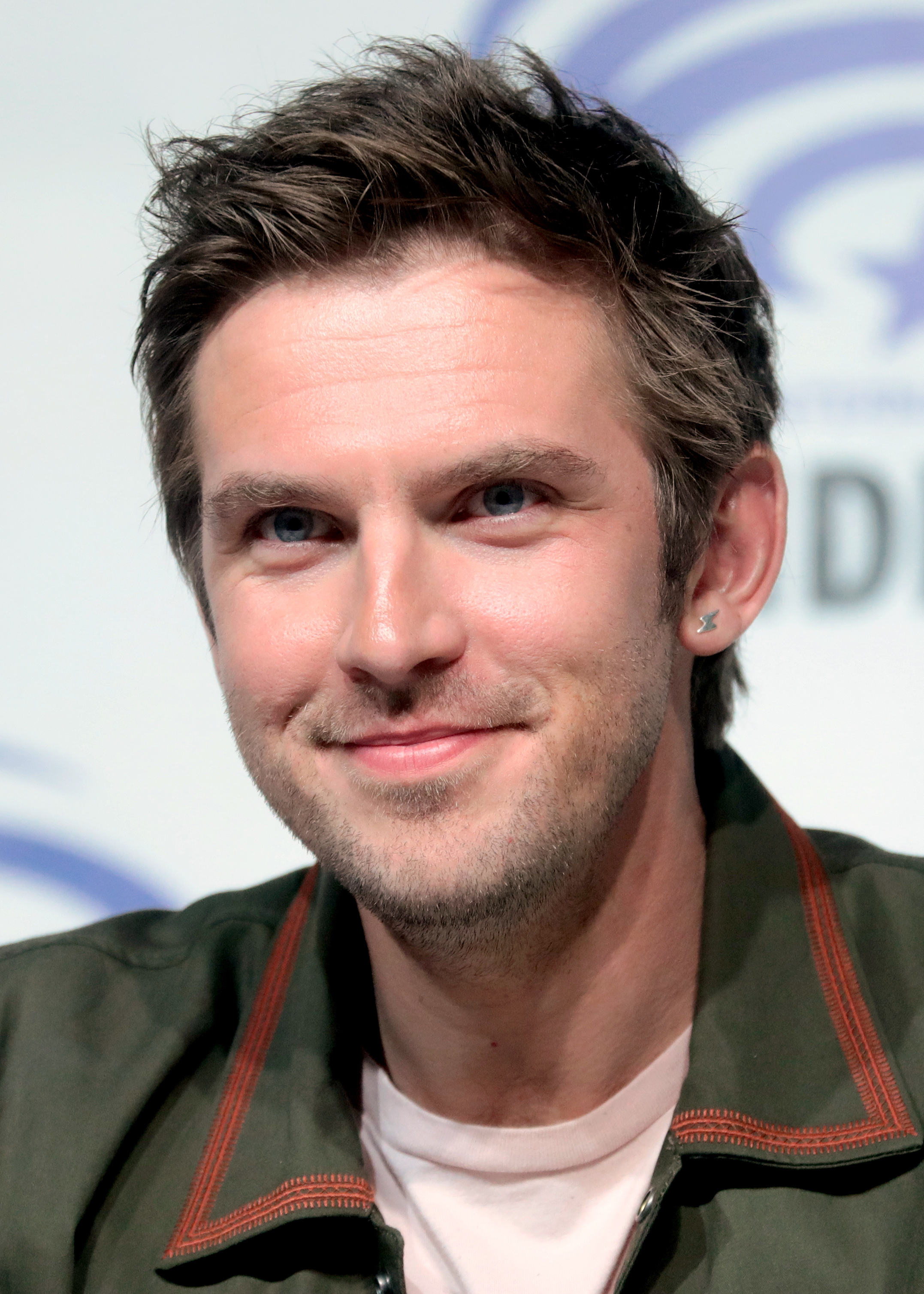
Dan Stevens (a la foto del 2019) va ser elogiat per la seva actuació.

El lloc web de l'agregador de ressenyes Rotten Tomatoes dona a la pel·lícula una puntuació d'aprovació del 91% basada en 116 ressenyes, amb una valoració mitjana de 7,5/10. El consens dels crítics del lloc afirma: "Amb prou intel·ligència per reforçar les seves emocions fosques i violentes, The Guest ofereix una altra delícia per als aficionats al gènere del director Adam Wingard". A Metacritic, la pel·lícula té una puntuació mitjana ponderada de 76 sobre 100 basada en 29 crítics, la qual cosa indica "crítiques generalment favorables".

### Premis i nominacions
| Premis                            | Premis                               | Premis       | Premis    | Premis | Premis |
| Premi                             | Categoria                            | Destinataris | Resultat  | Refs.  |        |
| --------------------------------- | ------------------------------------ | ------------ | --------- | ------ | ------ |
| BloodGuts UK Horror Awards 2014   | Millor pel·lícula                    | El convidat  | Guanyador | [ 33 ] |        |
| BloodGuts UK Horror Awards 2014   | Millor actor                         | Dan Stevens  | Guanyador | [ 33 ] |        |
| BloodGuts UK Horror Awards 2014   | Millor banda sonora/partitura        | Steve Moore  | Guanyador | [ 33 ] |        |
| BloodGuts UK Horror Awards 2014   | Millor director                      | Adam Wingard | Nominat   | [ 33 ] |        |
| Detroit Film Critics Society 2014 | Artista revolucionari                | Dan Stevens  | Nominat   | [ 34 ] |        |
| Premis Empire 2015                | Millor nouvingut masculí             | Dan Stevens  | Nominat   | [ 35 ] |        |
| Premis Empire 2015                | Millor Terror                        | El convidat  | Nominat   | [ 35 ] |        |
| Premis Golden Schmoes 2014        | Millor pel·lícula de terror de l'any | El convidat  | Nominat   | [ 36 ] |        |
| Premis Golden Schmoes 2014        | Actuació innovadora de l'any         | Dan Stevens  | Nominat   | [ 36 ] |        |
| Premis Independent Spirit 2015    | Millor Edició                        | Adam Wingard | Nominat   | [ 37 ] |        |
| Premis Saturn 2015                | Millor pel·lícula de thriller        | El convidat  | Nominat   | [ 38 ] |        |
| Premis Saturn 2015                | Millor actor                         | Dan Stevens  | Nominat   | [ 38 ] |        |